# Mimela insularis
Mimela insularis är en skalbaggsart som beskrevs av Ohaus 1908. Mimela insularis ingår i släktet Mimela och familjen Rutelidae. Inga underarter finns listade i Catalogue of Life.